# Уильямс, Джеймс (фехтовальщик)
Джеймс Лейман Уильямс (англ. James Leighman Williams, род.22 сентября 1985) — американский фехтовальщик-саблист, чемпион Панамериканских игр, призёр Олимпийских игр.

## Биография
Родился в 1985 году в Сакраменто (штат Калифорния). В 2007 году завоевал золотую и серебряную медали Панамериканских игр. В 2008 году стал обладателем серебряной медали Олимпийских игр в Пекине в командном первенстве. В 2011 году завоевал золотую медаль Панамериканских игр. В 2012 году принял участие в Олимпийских играх в Лондоне, но там американские саблисты стали лишь 8-ми, и в личном первенстве он был лишь 25-м.